# (67853) Iwamura
(67853) Iwamura est un astéroïde de la ceinture principale.

## Description
(67853) Iwamura est un astéroïde de la ceinture principale. Il fut découvert le 22 novembre 2000 à Kuma Kogen par Akimasa Nakamura. Il présente une orbite caractérisée par un demi-grand axe de 2,37 UA, une excentricité de 0,17 et une inclinaison de 5,5° par rapport à l'écliptique.

## Compléments